# Underwood-Petersville
Underwood-Petersville is een plaats (census-designated place) in de Amerikaanse staat Alabama, en valt bestuurlijk gezien onder Lauderdale County.

## Demografie
Bij de volkstelling in 2000 werd het aantal inwoners vastgesteld op 3137.

## Geografie
Volgens het United States Census Bureau beslaat de plaats een oppervlakte van
15,6 km², geheel bestaande uit land.

## Plaatsen in de nabije omgeving
De onderstaande figuur toont nabijgelegen plaatsen in een straal van 16 km rond Underwood-Petersville.